# Bardzo długa podróż poślubna
Bardzo długa podróż poślubna (oryg. The Honeymooners) – amerykańska komedia z 2005 roku, oparta na amerykańskim serialu telewizyjnym z lat pięćdziesiątych The Honeymooners.

## Obsada
- Cedric the Entertainer – Ralph Kramden
- Mike Epps – Ed Norton
- Gabrielle Union – Alice Kramden
- Regina Hall – Trixie Norton
- Eric Stoltz – William Davis
- Jon Polito – Kirby
- John Leguizamo – Dodge
- Carol Woods – matka Alice
- Ajay Naidu – Vivek

## Opis fabuły
|  |

Ralph Kramden pracuje jako kierowca autobusu w Nowym Jorku i bez przerwy obmyśla plany, które mają mu umożliwić bezproblemowe zdobycie wielkiej gotówki. Wszystkie akcje Ralpha wspomaga jego największy przyjaciel Ed Norton, który pracuje w zakładzie oczyszczania ścieków i podobnie jak Kramden marzy o wydostaniu się z Brooklynu. W spełnieniu marzeń wspomagają ich żony, Alice i Trixie. Gdy się już wydaje, że uzbierali odpowiednią ilość pieniędzy, Ralph wpada na kolejny 'genialny' pomysł podwojenia gotówki i traci całą sumę. Teraz musi nie tylko odzyskać utracone oszczędności, ale i udobruchać wściekłą żonę.